# مسجد أم زرينيق
مسجد أم زرينيق هو مسجد تاريخي بالهفوف الواقعة شرق المملكة العربية السعودية، وقد بني قبل أكثر من 100 عام.

## الموقع
يقع المسجد بحي العويمرية في مدينة الهفوف، المنطقة الشرقية وبجوار مقبرة أم زرينيق.

## البناء
بُني المسجد على طراز معمار المنطقة الشرقية من المملكة والمناسب لطبيعة المنطقة الساحلية ومناخها الحار الرطب، يرافقها أهمية التهوية من خلال استخدام النوافذ والفتحات والشرفات وسعة الأفنية. يتميز المسجد بالزخارف المعمارية والنقوش الداخلية والأقواس، لدى مئذنة المسجد الاسطوانية شرفة خشبية. اُستخدم في بناء المسجد الطين والجص وجذوع النخيل.

## الترميم
في عام 2022 اختير المسجد من ضمن قائمة مشروع محمد بن سلمان لتطوير المساجد التاريخية، بلغت مساحة المسجد قبل الترميم 30 م² وبعده إلى 213.96 م²، وبسعة 94 مصليًا.

## روابط خارجية
- تقرير مسجد أم زرينيق من القناة السعودية الأولى.